# Хамид Гулям
Хамид Гулям (настоящее имя — Гулямов Хамид Убайдуллаевич; 25 апреля 1919 — 21 августа 2005) — узбекский писатель, педагог, диктор, журналист. Лауреат Государственной премии СССР (1980). Заслуженный деятель искусств Узбекской ССР (1969). Народный писатель Узбекской ССР (1979).

## Биография
Образование получил на рабфаке Среднеазиатского политехнического института. В 1941 году окончил Ташкентский государственный педагогический институт.
Трудовую деятельность начал литературным сотрудником журнала «Гулистан». Преподавал в школе, работал журналистом и диктором на радио. Позже стал главным редактором радио Узбекской ССР.
В 1956 году окончил Высшие литературные курсы.
В 1958—1965 годах возглавлял Союз писателей Узбекской ССР. Был главным редактором журнала «Шарк юлдузи».
В 1971—1981 годах был директором издательства имени Гафура Гуляма.

## Творчество
Первые произведения Хамида Гуляма были опубликованы в 1934 году. Его перу принадлежат романы «Светоч» (историко-революционной направленности), «Голодная степь» (об освоении целины), а также социально-бытовые и социально-психологические романы «Машраб», «Запах фиалки», «Дорога к тебе» и «Ташкентцы». За роман «Бессмертие» был награждён Государственной премией СССР.
В разное время издавались сборники стихов и баллад писателя, в частности: «Материки не спят» (узб. Китъалар уйгок), «Жажда» (узб. Чанкоклик), «Лолакул».
Хамид Гулям также является автором комедий «Женитьба сына» (узб. Угил уйлантириш) и «Влюблённый Тошболта» (узб. Тошболта ошик).
Хамид Гулям перевёл на узбекский язык:
- комедию У. Шекспира «Двенадцатая ночь»;
- пьесу «Овечий источник» Лопе де Вега;
- произведения А. С. Пушкина:
  - «Бахчисарайский фонтан»;
  - «Каменный гость».

## Награды
- два ордена Трудового Красного Знамени (18 марта 1959,[4] 24 апреля 1979)[5]
- Заслуженный деятель искусств Узбекской ССР (1969)[6].
- Государственная премия Узбекской ССР имени Хамзы (1974)[7]
- Народный писатель Узбекской ССР (1979).
- Государственная премия СССР (1980).
- Почётная грамота Республики Узбекистан (30 мая 1994)[8]
- Орден «Эл-юрт хурмати» (27 августа 1998)[9].
- Орден «Мехнат шухрати» (26 апреля 2004)[10].